# Austriacki Bank Narodowy
Austriacki Bank Narodowy (niem. Oesterreichische Nationalbank, OeNB; Österreichische Nationalbank, ÖNB) – austriacki bank centralny z siedzibą w Wiedniu założony w 1816 jako Privilegierte Oesterreichische Nationalbank (Uprzywilejowany Bank Narodowy Austrii); członek Europejskiego Systemu Banków Centralnych i Eurosystemu. 
Bank został założony 1 czerwca 1816 w Wiedniu. Do zadań OeNB należy podejmowanie decyzji dotyczących polityki gospodarczej w Austrii i szerzej współtworzenie polityki gospodarczej w krajach strefy Euro. Zgodnie z aktem Rządu Austriackiego Österreichische Nationalbank jest instytucją notowaną na Wiedeńskiej Giełdzie Papierów Wartościowych (Wiener Börse AG). Jednakże ze względu na specjalny status banku centralnego Austrii, instytucja ta jest kontrolowana specjalnymi ustawami rządu. Połowa kapitału banku należy do rządu Republiki Austrii, a reszta do pracodawców i organizacji związków zawodowych jak i innych banków i instytucji ubezpieczeniowych. Do głównych zadań OeNB należy formułowanie celów polityki pieniężnej państwa, utrzymanie i zarządzanie rezerwami dewizowymi, regulacja podaży pieniądza jak i oddziaływanie na politykę kredytową banków komercyjnych.